# Helen McEntee
Helen McEntee, née le 8 juin 1986 à Navan, est une femme politique irlandaise, membre du Fine Gael (FG) dont elle est la cheffe adjointe depuis octobre 2024. Depuis janvier 2025, elle est ministre de l'Éducation et de la Jeunesse.
Elle est députée pour la circonscription de Meath East depuis 2013. Elle a été secrétaire d'État pour les affaires européennes de 2017 à 2020 et secrétaire d'État à la Santé mentale et aux Personnes âgées de 2016 à 2017 .
Elle est ministre de la Justice de 2023 à 2025. 

### Sources
- Helen McEntee sur le site de l'Oireachtas